# Союз семи славянских племён

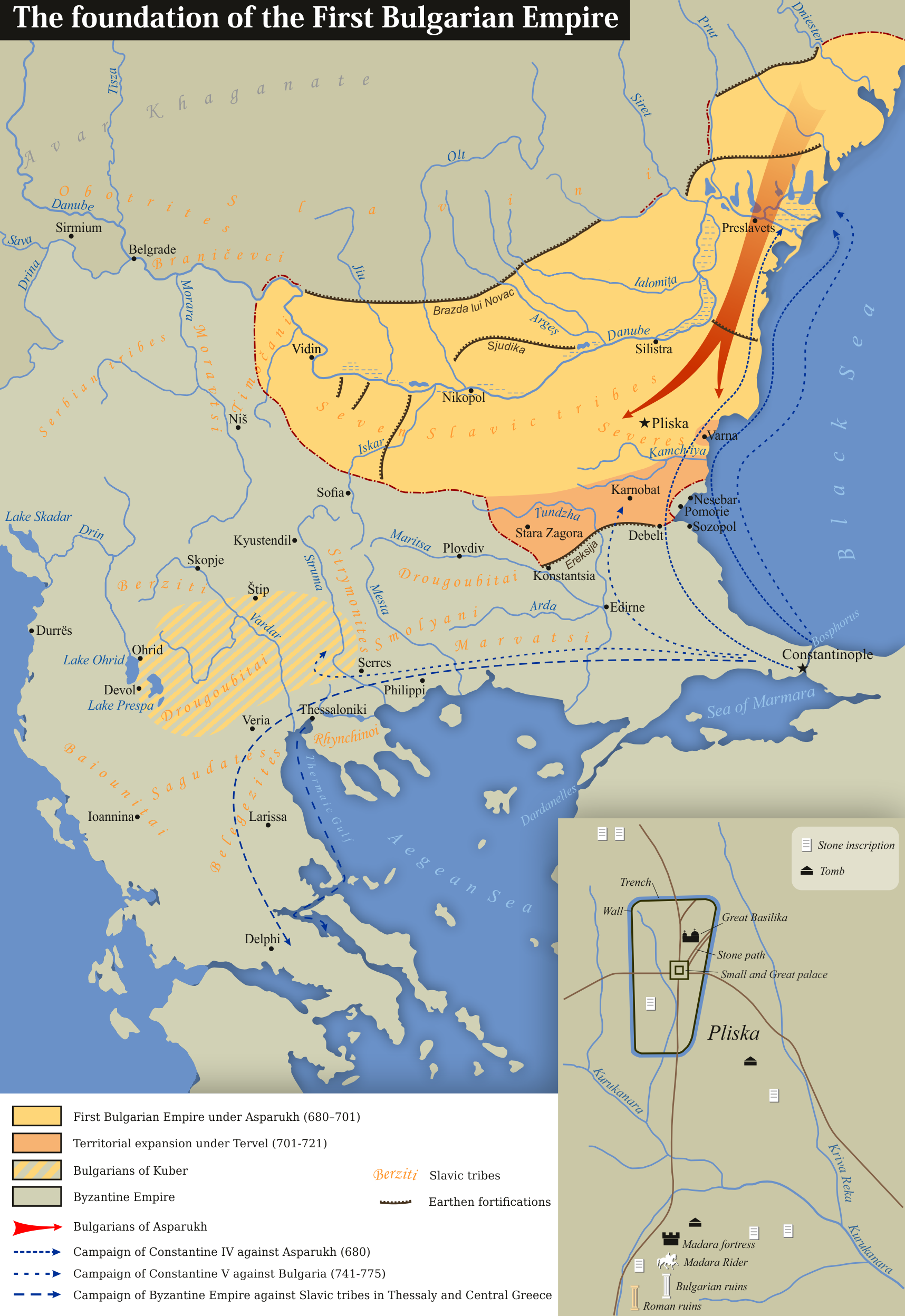
Семь славянских племён во время основания Первого Болгарского царства 681 года

Союз семи славянских племён (греч. έπτά γενεάς — «Семь родов» или «Семь племён») — межплеменное объединение славян в VII веке на Балканском полуострове, ставшее наряду с булгарами, а также другими славянами, основой будущего государства — Первого Болгарского царства и болгарского народа.

## География
По мнению Г. Г. Литаврина, самой крупной Славинией в балканском регионе был союз под названием «Семь родов» или по другому «Семь племён». Эта Славиния находилась в Мизии и Малой Скифии. Заселение этих земель славянами началось после 602 года. Однако, согласно Феофану Исповеднику, после покорения их булгарами в 679/680 годах они были расселены:
Покорив из живущих там племён славинов так называемые семь родов, северов булгары расселили от начала ущелья Берегава до восточных областей, а на юге и на западе до Аварии — остальные семь родов, которые платили им дань.

## История
Наименование «Семь родов» или «Семь племён» является самоназванием, которое отражало первоначальное число при объединении, но не реальное число родов к 679 году. Имеется предположение, что это межплеменное объединение славян заключило с Византийской империей договор и стало её союзником — «федератами», обязавшись за определённую плату охранять границы Византии, в основном от аваров. По сведениям из Хронографии Феофана в 679/680 годах булгары покорили их и обязали платить дань. Однако у патриарха Никифора славяне, после их покорения, становятся охранителями границ областей, которые были завоёваны булгарами:
Они подчиняют живущие поблизости славинские племена и одним из них поручают охранять [области], принадлежащие к аварам, другим — смотреть за соседними с ромеями [землями].
На тот момент для зарождающегося болгарского государства не только Византийская империя представляла угрозу, но и авары были опасными, поэтому укрепление границ было логичным для булгар. Это даёт возможность предполагать союзнические отношения между славянами и булгарами, и даже самостоятельность некоторых славянских племён. Однако вопрос о союзнических или даннических отношениях между славянами и булгарами так и не решён положительно.

## Упоминание у «Баварского географа»
Л. Нидерле высказал гипотезу, что упоминаемое у «Баварского географа» славянское образование Эптарадицы (Eptaradici) является отражением сообщения Феофана о семи славянских племенах. К этой гипотезе А. В. Назаренко сделал дополнение. Согласно ему, Eptaradici — это «гибридный» греко-славянский этноним исходя из греч. έπτά «семь» + слав. *rodь—ci, обозначавшее группу нижнедунайских славян, упоминаемых Феофаном. Были и противники такого сопоставления.